# Белый дом (Екатеринбург)
«Белый дом» (до 1991 года — Дом Советов, позднее также известно как Здание областного правительства) — 24-этажное высотное здание на Октябрьской площади Екатеринбурга. Первоначально использовалось как месторасположение Свердловского областного комитета КПСС, с 1991 года в здании размещается Правительство Свердловской области.
Вплоть до распада СССР являлось самым высоким в СССР зданием областного комитета (обкома) КПСС. Носит неофициальные прозвища «Зуб Мудрости» и «Член КПСС».

## История строительства
На месте современного «Белого дома» по адресу Фетисовская улица, 19 (позднее улица 9 января, сейчас улица Бориса Ельцина) располагался построенный в конце XIX века двухэтажный каменный дом купца 2 гильдии Андрея Андреевича Макарова. В 1974 году дом вместе с прилегающими к нему постройками был снесён.
«Белый дом» начал строиться по распоряжению Б. Н. Ельцина для областного комитета КПСС в 1975 году. Проектирование здания было поручено московским архитекторам из ЦНИИЭП зданий культуры, спорта и управления им. Мезенцева. Корпус здания был возведен уже к 1979 году, а в 1982 году была закончена отделка.

## Архитектура
Здание построено из сборного железобетона и облицовано белым мрамором, по цвету которого оно и получило своё название. Это был второй случай использования данного материала после Белого дома в Москве. Из 24 этажей здания два верхних являются техническими, а 13-й и 14-й этажи имеют повышенную высоту потолков. По ранее действовавшим строительным нормам и правилам (СНиП) являлся 23-этажным (последний технический этаж не учитывался). По действующим правилам, при определении количества этажей учитываются все этажи, включая подземный, подвальный, цокольный, надземный, технический, мансардный и другие.